# Lowry (Dakota Południowa)
Lowry – miasto w Stanach Zjednoczonych, w stanie Dakota Południowa, w hrabstwie Walworth.